# Zelwa (stacja kolejowa)
Zelwa – zlikwidowana wąskotorowa stacja kolejowa w Zelwie, w gminie Giby, w województwie podlaskim, w Polsce.